# Spelaeodiscus albanicus
Spelaeodiscus albanicus is een slakkensoort uit de familie van de Strobilopsidae. De wetenschappelijke naam van de soort is voor het eerst geldig gepubliceerd in 1914 door A.J. Wagner.